# اسپری (اورگن)
اسپری (به انگلیسی: Spray) شهری در شهرستان ویلر ایالت اورگن است و در سرشماری سال ۲۰۱۱ میلادی، ۱۶۰ نفر جمعیت داشته که نسبت به سال ۲۰۱۰، ۰ درصد رشد جمعیت داشته‌است.

## موقعیت جغرافیایی
موقعیت جغرافیایی شهرها و مناطق اطراف به شرح زیر است: